# Paeoniaceae
Paeoniaceae is een botanische naam, voor een familie van tweezaadlobbige planten. Een familie onder deze naam wordt met een zekere regelmaat erkend door systemen voor plantentaxonomie, en ook door het APG-systeem (1998) en het APG II-systeem (2003).
De familie bestaat dan uit één geslacht: Paeonia (pioenroos).
In het Cronquist-systeem (1981) werd de familie ingedeeld in de orde Dilleniales.